# Episodi di Power Rangers Zeo
La prima e unica stagione della serie televisiva Power Rangers Zeo è composta da 50 episodi, andati in onda negli Stati Uniti dal 20 aprile 1996 al 27 novembre dello stesso anno su Fox. In Italia è approdata il 27 novembre 1996 ed è andata in onda su Italia 1.
| n° | Titolo originale                                 | Titolo italiano                   |
| -- | ------------------------------------------------ | --------------------------------- |
| 1  | A Zeo Beginning Part I                           | I Poteri Zeo - parte I            |
| 2  | A Zeo Beginning Part II                          | I Poteri Zeo - parte II           |
| 3  | The Shooting star                                | Cattiva Stella                    |
| 4  | Target Rangers                                   | Viaggio Infuocato                 |
| 5  | For Cryin' Out Loud                              | A Pieni Polmoni                   |
| 6  | Rangers in The Outfield                          | Tanya e il Baseball               |
| 7  | Every dog has his Day                            | Sergente a Quattro Zampe          |
| 8  | The Puppet Blaster                               | L'Uomo Pupazzo                    |
| 9  | Invasion the Ranger Snatcher                     | Avventura Cinematografica         |
| 10 | Graduation Blue                                  | Il Contaminatore                  |
| 11 | A few bad Seeds                                  | I Semi della Discordia            |
| 12 | Instrument of destruction                        | Il Pianista Misterioso            |
| 13 | Mean screen                                      | Megavirus                         |
| 14 | Mr's Billy wilde ride                            | Il Rientro di Billy               |
| 15 | There's no Business Like snow business, part I   | Doppia Offensiva - parte I        |
| 16 | There's no Business Like snow business, part II  | Doppia Offensiva - parte II       |
| 17 | There's no Business Like snow business, part III | Doppia Offensiva - parte III      |
| 18 | Inner spirit                                     | Spirito Inquieto                  |
| 19 | Challenges                                       | La Prova                          |
| 20 | Found and Lost                                   | Il Fratello di Tommy              |
| 21 | Brother, can you spare an arrowhead?             | Una Punta di Freccia per Due      |
| 22 | Trust in me                                      | Fidati di me                      |
| 23 | It came from Angel Grove                         | Incubi da Sogno                   |
| 24 | Bulk's fiction's                                 | Il Giocattolo di Sprocket         |
| 25 | Song sung yellow                                 | Talento Musicale                  |
| 26 | Game of Honor                                    | Una Questione di Onore            |
| 27 | The Power of Gold                                | Il potere dorato                  |
| 28 | Do I know you?                                   | Ci Conosciamo?                    |
| 29 | A small problem                                  | Un piccolo problema               |
| 30 | Oily to bed, oily to rise                        | Acqua Tossica                     |
| 31 | Rock-a-bye Power Rangers                         | Sogni d'oro Rangers               |
| 32 | Revelation Of Gold                               | Rivelazioni d'Oro                 |
| 33 | A golden homecoming                              | Un benvenuto d'oro                |
| 34 | Mondo's last stand                               | L'ultima Carta di Re Mondo        |
| 35 | Bomber in the summer                             | Un'Estate da Bomba                |
| 36 | Scent of a weasel                                | Profumo di Donnola                |
| 37 | The Lore of Auric                                | La Chiave di Auric                |
| 38 | The ranger who came in form the gold             | Non è Tutto Oro quel che Luccica  |
| 39 | The Joke's on blue                               | Scherzi da Detective              |
| 40 | Wher in the world is zeo ranger 5?               | Dov'è il Ranger n°5 ?             |
| 41 | King for a day part I                            | Re per un Giorno - parte I        |
| 42 | King for a day part II                           | Re per un Giorno - parte II       |
| 43 | A brief mystery of time                          | Un breve mistero del tempo        |
| 44 | A mystery to me                                  | Un Mistero per Kat                |
| 45 | Another song and dance                           | Un'altra canzone e un altro ballo |
| 46 | Rangers of two worlds, part I                    | Rangers di Due Mondi - parte I    |
| 47 | Rangers of two worlds, part II                   | Rangers di Due Mondi - parte II   |
| 48 | Hawaii zeo                                       | I Guastafeste                     |
| 49 | A season to remember                             | Un'annata da ricordare            |
| 50 | Good as Gold                                     | Il Ritorno di Trey                |